# Mysidia insania
Mysidia insania är en insektsart som beskrevs av Broomfield 1985. Mysidia insania ingår i släktet Mysidia och familjen Derbidae. Inga underarter finns listade i Catalogue of Life.